# 사실 (드라마)
사실(중국어 정체자: 私室, 병음: Sī shì 쓰스[*], 영어: The Bar)은 유튜브에서 2017년 5월 10일부터 2017년 6월 28일까진 방송한 중화민국의 웹드라마이다.

## 등장 인물
- 황상허: 두쉰(杜勳)/데니(Denny) 역
- 셰쭈우: 우제런(吳杰仁)/제프(Jef) 역
- 쉬나이한: 천아이리(陳艾立)/엘리(Ellie) 역
- 정런숴: 자오쯔차오(趙子喬)/에드윈(Edwin) 역
- 쩡쯔팅: 가오쓰청(高思成)/닉(Nick) 역
- 쑤위웨이: 허위나(何禹娜)/니나(Nina) 역